# Bereg
Bereg är ett vattendrag i Bosnien och Hercegovina.   Det ligger i entiteten Republika Srpska, i den östra delen av landet, 50 kilometer öster om huvudstaden Sarajevo.
I omgivningarna runt Bereg växer i huvudsak lövfällande lövskog. Runt Bereg är det ganska tätbefolkat, med 67 invånare per kvadratkilometer.